# Бинарные циклы
Бинарные циклы - термодинамические циклы с использованием двух рабочих тел, одно из которых имеет невысокое давление насыщения при высоких температурах, а другое низкую температуру парообразования. Более высококипящее рабочее тело после вращения турбины отдает тепло конденсатору, который одновременно является испарителем для более низкокипящего рабочего тела.

## Принцип бинарного цикла

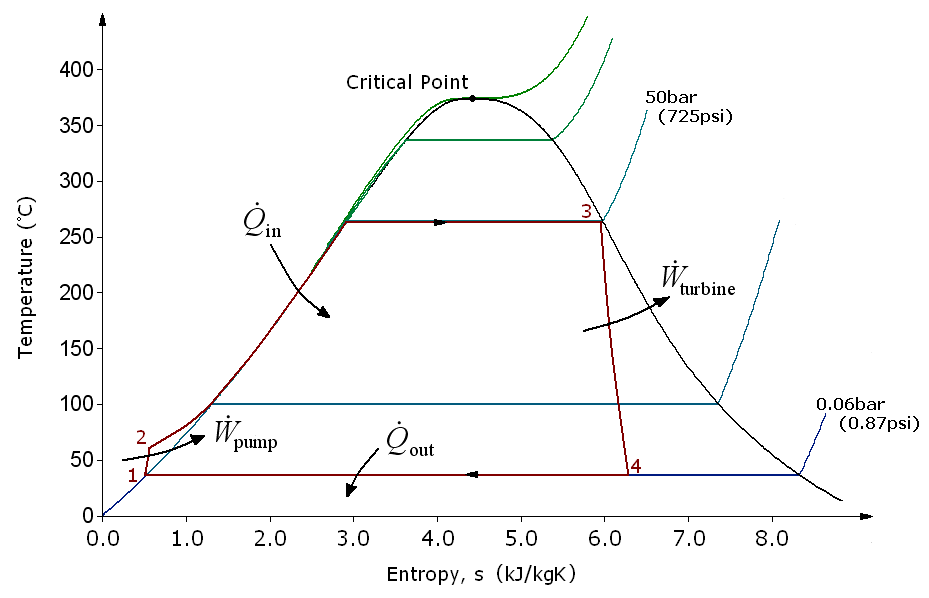
Диаграмма цикла Ренкина в координатах T-S (температура-энтропия)

Рабочее тело термодинамического паросилового цикла (цикл Ренкина), наиболее удобное с термодинамической и эксплуатационной точек зрения, должно удовлетворять следующим условиям:
- рабочее тело должно обеспечивать возможно более высокий коэффициент заполнения цикла (т.е. график цикла в координатах T-S должен быть возможно ближе к прямоугольнику). Для этого оно должно иметь как можно меньшую теплоемкость в жидком состоянии. Желательно также, чтобы рабочее тело обладало возможно более высокими критическими параметрами;

- высокая верхняя температура должна обеспечиваться при не слишком высоком давлении пара, т.к. применение высоких давлений приводит к усложнению и удорожанию установки. Вместе с тем давление насыщения при низшей температуре цикла (близкой к температуре окружающей среды) не должно быть слишком низким; слишком низкое давление насыщения потребует применения глубокого вакуума в конденсаторе, что сопряжено с большими техническими сложностями;

- рабочее тело должно быть недорогим, оно не должно быть химически агрессивным к конструкционным материалам, из которых выполняется силовая установка; оно не должно быть токсичным.

Однако, в настоящее время не известны рабочие тела, удовлетворяющие всем этим условиям. Самое распространенное рабочее тело в современной теплоэнергетике — вода — имеет не слишком низкое давление насыщенных паров в конденсаторе, но не удовлетворяет условию низкой теплоемкости в жидкой фазе и обладает довольно низкими критическими параметрами. Ртуть, напротив, имеет невысокое давление насыщения при высоких температурах и высокие критические параметры, но очень низкое давление насыщенных паров в конденсаторе. 
Применение бинарных циклов позволяет использовать преимущества одного теплоносителя при высоких температурах, а другого — при низких. В этом случае первое рабочее тело (например, ртуть) нагревается от сгорания топлива и вращает турбину, отдавая ей часть энергии и охлаждаясь, а затем поступает в конденсатор, который одновременно является испарителем для второго рабочего тела (например, воды), которая, в свою очередь, вращает турбину и охлаждается в конденсаторе с температурой окружающей среды. Это упрощает установку (позволяет избежать слишком высокого давления и слишком низкого вакуума) и повышает ее КПД. Например, бинарный цикл из ртути и воды имеет КПД >60 %, в то время как обычный паровой цикл при тех же температурах — всего 37 %.
Несмотря на более высокий КПД, бинарные циклы используются редко из-за большой сложности установки. Альтернативным способом повысить КПД является цикл Ренкина с промежуточным перегревом пара.

## Рабочие тела
Некоторое распространение получил цикл, использующий ртуть и воду. Недостатком такого цикла является использование большого количества дефицитной и очень токсичной ртути (которой требуется примерно 9 кг на каждый килограмм воды). Также в качестве рабочих веществ для верхней части бинарного цикла предлагались дифенилоксид {\displaystyle {\ce {(C6H5)2O}}}, дифенильная смесь (75 % дифенилоксида и 25 % дифенила {\displaystyle {\ce {C12H10}}}), бромиды сурьмы {\displaystyle {\ce {SbBr3}}}, кремния {\displaystyle {\ce {SiBr4}}}, алюминия {\displaystyle {\ce {Al2Br3}}} и т.д., но они не получили широкого применения. 
На старейшей в России и СССР Паужетской ГеоЭС с 2012 г. используется бинарный цикл: высокотемпературный контур — вода, низкотемпературный — фреон R134A (тетрафторэтан). Использование бинарного цикла повысило мощность электростанции на 2,5 МВт, или на 20 % 
К бинарному циклу можно отнести использование вместо воды водо-аммиачного раствора в ГеоТЭС. Это не только увеличивает выработку ГеоТЭС примерно на 10 %, но позволяет значительно уменьшить массо-габаритные характеристики паровой турбины .

## КПД цикла
{\displaystyle \eta ={\frac {m_{p}l^{1}+l^{2}}{m_{p}q_{1}^{1}+q_{1}^{2}}}}.
Где:
1. {\displaystyle m_{p}} - расход тела 2, учитывая кратность расхода тела 1 по отношению к телу 2;
2. {\displaystyle {l^{1}}} и {\displaystyle {l^{2}}} - работы произведённые с первым и вторым рабочими телами в соответствующих циклах.
3. {\displaystyle {q_{1}^{1}}} и {\displaystyle {q_{1}^{2}}} - количество теплоты подведённый в соответствующих циклах.